# Labovë e Madhe
Labova Mare (alternativ Labova e Madhe, în greacă Μέγα Λάμποβο) este un sat din districtul Gjirokastër, în sudul Albaniei.
În trecut, satul făcea parte din fosta regiune Epirul de Nord a fost un centru de greci ortodocși. În conformitate cu statisticile otomane, populația satului era de 701 locuitori în 1895, iar în 1913 de 580 locuitori.
Situația economică de astăzi este scăzută, la fel ca în majoritatea satelor din Albania. Satul este foarte cunoscut datorită faptului că de aici provin două personalități, Evangelis Zappas și vărul său, Konstantinos Zappas, două nume importante nu doar pentru marea bogăție pe care și-au creat-o, ci și pentru contribuțiile lor în chestiuni naționale, cum ar fi organizații de caritate și ca inițiatori ai Jocurilor Olimpice moderne. Din acest motiv, satul lor și-a luat și numele de Zhapës Labovë. Acest sat este locuit de albanezi ortodocsi.
Zappas a sponsorizat fundatia de unități de învățământ cunoscut sub numele de Școala Zappeiană (Ζάππεια Διδασκαλεία). În 1875-1876 în sat exista: un liceu, o școală de țesut pentru fete si o bibliotecă care conține 400 de volume din autori greci și latini.